# Michael Philipp Beuther
Michael Philipp Beuther (* 21. Mai 1564 in Oppenheim; † 30. Juli 1616 in Zweibrücken) war ein reformierter Theologe und Generalsuperintendent des Herzogtums Pfalz-Zweibrücken.

## Leben
Als ältester Sohn des Straßburger Gelehrten und Professors der Geschichtswissenschaften Michael Beuther geboren, immatrikulierte Michael Philipp Beuther sich bereits mit 13 Jahren am 17. April 1578 an der Akademie Straßburg. 1580 wurde er zum Examen publicum zugelassen und erhielt als Sechzehnjähriger den Magistertitel. Am 14. Oktober 1583 wurde er am Francisceum Zerbst eingeschrieben. Die Matrikel der Universität Wittenberg führt ihn 1584 als Magister artium. 1586 wechselte er an die Universität Rostock, an der er 1587 den Gradum licentiatorum theologiae erhielt. 
1587 kehrte er nach Straßburg zurück und nahm eine erste Anstellung als Freiprediger, also als Pfarrgehilfe, an. Im gleichen Jahr verstarb sein Vater. Er musste daher die Sorge um seine Mutter und seine beiden jüngeren Brüder, Johann Michael Beuther und Jakob Ludwig Beuther, übernehmen. 1589 schied er aus dem Kirchendienst in Straßburg aus, da er eine Verpflichtung auf das lutherische Konkordienbuch ablehnte.
Noch im gleichen Jahr trat er in den Kirchendienst bei Herzog Johann I. von Zweibrücken. Zunächst hatte er die Stelle des Diakons und damit des Gehilfen des Generalsuperintendenten in der Verwaltung des Kirchenwesens des Landes inne. 1590 heiratete er Margaretha Jung, Tochter des Amtmannes zu Diemeringen Reinhard Jung. Schon bald übte er neben seinem Diakonat das Amt des Hofpredigers aus und wurde als Kirchensekretarius zunehmend in Aufgaben der äußeren Kirchenverwaltung eingebunden. 1601 wurde er an der Universität Basel zum Doctor theologiae promoviert. 1603 war Beuther Bibliothekar der Hofbücherei.
1607 wurde Michael Philipp Beuther Nachfolger des verstorbenen Pantaleon Candidus als Generalsuperintendent des Herzogtums Pfalz-Zweibrücken. Das Amt hatte er bis zu seinem Tode inne. Er wurde in der Kapelle der Alexanderkirche beigesetzt.

## Wirken als Generalsuperintendent
Michael Philipp Beuther vollendete im Herzogtum Pfalz-Zweibrücken die sogenannte zweite zweibrückische Reformation, den Übergang von der lutherischen zur reformierten Lehre. So wurde im Jahr 1609 eine Spezial-Kirchenvisitation durchgeführt. Im Rahmen dieser Visitation mussten alle Pfarrer ein schriftliches Bekenntnis zur reformierten Lehre ablegen. Von Beuther wurde den Bettagen durch Verlegung auf den Mittwoch wieder mehr Achtung verschafft, wobei wie an Sonntagen Tore und Läden geschlossen gehalten werden mussten. Das Heilige Abendmahl glich er im Ritus den anderen reformierten Ländern an. Unter Beuther wurde die Pfarrerversorgung durch Renovation der Pfarrgüter und Gefälle grundlegend neu geordnet.

## Werk
(Hauptschriften)
- 1601, Theoremata Theologica de vera Dijudicatione praecipuorum Controversiarum Religionis Christianae Quae nostro hoc seculo in Ecclesia agitantur..., Dissertation, Basel
- 1603, Warhafftiger Gründtlicher Bericht von der zu Straßburg Anno 1598 in truck ausgangenen veränderten KirchenOrdnung...

Herausgabe der Schriften Johann Schwebels im Auftrag Herzog Johanns I.:
- 1597, Der erste Theil Aller Teutschen Bücher und Schriften deß Gottseligen Lehrers Herrn Johannis Schwebelii...
- 1598, Der ander Theil Aller Teutschen Bücher und Schriften deß Gottseligen Lehrers Herrn Johannis Schwebelii...
- 1597, Centuria Epistolarum Theologicarum ad Johannem Schwebelium ante annos LXXV...